# The Forgotten Arm
Albums de Aimee Mann
Lost in Space
(2002) One More Drifter in the Snow
(2006)
The Forgotten Arm est le 6e album solo de la chanteuse américaine Aimee Mann, sorti le 3 mai 2005.
Il s'est classé à la 60e place du Billboard 200, à la 19e place en Irlande, à la 28e place en Suède, à la 74e place en Italie, à la 96e place aux Pays-Bas et à la 136e place en France. Il obtient un score de 70/100 sur Metacritic.

## Liste des titres
1. Dear John - 3:07
2. King Of The Jailhouse - 5:19
3. Goodbye Caroline - 3:53
4. Going Through The Motions - 2:57
5. I Can't Get My Head Around It - 3:37
6. She Really Wants You - 3:26
7. Video - 3:35
8. Little Bombs - 3:49
9. That's How I Knew This Story Would Break My Heart - 4:19
10. I Can't Help You Anymore - 4:52
11. I Was Thinking I Could Clean Up For Christmas - 4:23
12. Beautiful - 3:48